# Милован Шиковски
Милован Шиковски (на македонска литературна норма: Милован Шиковски) е политик от Социалистическа република Македония. 

## Биография
Роден е през 1937 година в стружкото село Октиси. Първоначално завършва Висша школа за социални работници, а след това и Юридическия факултет на Скопския университет. От 1964 до 1966 работи в Секретариата за здравеопазване и социална политика. Между 1966 и 1976 е в Центъра за социални дейности. За две години между 1976 и 1978 е секретар на Събранието на Община Чаир. От 1978 до 1982 е помощник-републикански секретар за здравеопазване и социална политика. Между 1986 и 1988 е председател на Републикански комитет за здравеопазване и социална политика. В периода 21 юни 1988 - 22 октомври 1992 е секретар на Събранието на Република Македония.